# 蒲黄榆路
39°51′50.97″N 116°24′55.46″E / 39.8641583°N 116.4154056°E
蒲黃榆路，是中华人民共和国北京市丰台区东部的南北方向一级公路，北起二环玉蜓桥与天坛东路交界处，南至南三环中路和南三环东路与榴乡路交界处。也是东铁匠营街道区域和方庄地区区域的交界处。

## 简介
1967年，蒲黄榆路建成，因路经蒲庄、黄土坑、榆树村，各取首字得名。1974年和1989年曾经改建。全长1.74km，宽38米，双向6车道，道路两侧有绿化带、非机动车道和行人道。。2009年3月，蒲黄榆路扩建工程开工。2010年12月30日建成，道路宽65米。

## 经过道路
道路从北到南顺序，加粗字体是主要道路：
- 天坛东路、南二环路
- 永定门东滨河路、左安门西滨河路
- 安乐林路、蒲芳路
- 刘家窑路、群星路
- 榴乡路、南三环中路、南三环东路

## 公共交通
- 北京地铁位于蒲黄榆路西侧的北京地铁蒲黄榆站出入口位于蒲黄榆路东侧北京公交蒲黄榆站
  - 蒲黄榆站
- 北京公交
  - 蒲黄榆站
  - 刘家窑桥北站